# Памятник Петру I (Азов)
Памятник Петру I  — памятник императору Петру I в городе Азов (Ростовская область). Памятник установлен в 1996 году в начале Петровского бульвара.

## История
Идея установки памятника Петру I возникла в 1947 году, тогда архитекторы Азова, разрабатывающие генеральный план города, намеревались установить памятник Петру I на Рыночной площади города (ныне площадь III Интернационала).
Памятник Петру I в городе Азове Ростовской области был открыт 19 июля 1996 года, во время празднования 300-летия Российского Флота. Памятник установлен в начале Петровского бульвара перед Московской улицей.
Над памятником работал творческий коллектив под руководством заслуженного художника России, академика Олегом Константиновичем Комова. В составе авторского коллектива работали жена Комова Нина Ивановна, главный архитектор города В. Т. Фоменко. Олег Константинович Комов скончался в 1995 году и работу над моделью статуи Петра I продолжил ученик Комова, заслуженный художник России Андрей Николаевич Ковальчук.
Бронзовая фигура Петра отливалась на Мытищинском заводе художественного литья. Высота скульптуры памятника составляет 3 метра. Постамент изготовлен из цельной гранитной глыбы. Гранитная глыба была привезена в Азов с Украины. Высота постамента составляет 2 метра. Чугунная пушка была отлита по эскизам главного архитектора на заводе «Донпрессмаш».
Общая стоимость проекта памятника на год его изготовления составляла около 700 миллионов не деноминированных рублей. Часть средств на сооружение памятника была оплачена городскими предпринимателями.

## Описание
Олег Константинович Комов изобразил императора Петра героем-полководцем. Одной рукой царь опирается о мортиру, его взгляд устремлен вдаль. Царь Пётр изображен в его молодые годы, в годы, когда его войска две недели обстреливал Азов. Царю в это время было около 22 лет. Его взгляд направлен в сторону крепости. Царь изображен неопытным, но целеустремленным.